# Paraphrase (Musik)
Paraphrase (griechisch para = ‚dazu‘, neben und fraseïn = ‚reden‘, ‚sagen‘) bezeichnet die Umarbeitung und Umsetzung eines bestehenden Werkes in den Kontext eines anderen Stilbereichs. 

## Musikalische Bedeutung
Unter einer Paraphrase wird hier das freie Umspielen oder Ausschmücken einer Melodie verstanden. Die Paraphrase ist dabei näherungsweise zwischen den beiden Polen der Transkription beziehungsweise des Arrangements, und der Variation und Improvisation über ein Thema beziehungsweise ganzem Werk anzusiedeln.

### Die Paraphrase im 19. Jahrhundert
In der Musik des 19. Jahrhunderts bezeichnet der Begriff eine Fantasie über gerade beliebte, meist aus Liedern und Opern stammende Melodien, welche dabei häufig mit zusätzlichen virtuosen Zutaten versehen werden und auch anderweitig frei bearbeitet, arrangiert oder transkribiert werden können. Der künstlerische Wert dieser meist im Bereich der Salonmusik angesiedelten meist für das Klavier geschriebenen Konzertfantasien wird heutzutage im Allgemeinen nicht mehr so hoch veranschlagt wie zur Zeit ihrer Entstehung. Bekannte Beispiele sind die Paraphrasen Franz Liszts (Paraphrase über Verdis Opern Ernani und Rigoletto, 3 Paraphrasen über Schweizer Melodien, die Paraphrase über den Hochzeitsmarsch und Elfenreigen aus Mendelssohns Ein Sommernachtstraum, sowie Totentanz. Paraphrase über dies irae für Klavier und Orchester).

### Die Paraphrase in der Popmusik
Pjotr Iljitsch Tschaikowskis Der Nussknacker (Marsch) erschien im Januar 1962 von B. Bumble & the Stingers als Nut Rocker in einem Boogie-Piano-Arrangement. Der Nummer-Zwei-Hit Hello Muddah hello Fadduh von Allan Sherman mit einem lustigen Text über den wechselhaften Sommerferiencamp-Aufenthalt eines Schülers (August 1963) basierte auf Amilcare Ponchiellis Tanz der Stunden. Insbesondere im Baroque Rock/Symphonic Rock, der stark durch klassische Musik beeinflusst war, ist die Paraphrasierung ein beliebtes Stilmittel gewesen. Zu erwähnen sind Procol Harums Millionenseller A Whiter Shade of Pale mit Bachs Wachet auf, ruft uns die Stimme (BWV 140; Mai 1967), The Nice mit dem Allegro aus Bachs drittem Brandenburgischen Konzert (LP Ars Longa Vita Brevis; Dezember 1968) oder die niederländische Gruppe Ekseption mit der – in der Popmusik oft aufgegriffenen – Fünften Sinfonie in c-Moll von Ludwig van Beethoven (Mai 1969). Dies ist gleichzeitig das berühmteste „klassische Riff“. Es handelt sich um das Anfangsmotiv aus „Beethovens Fünfter Sinfonie“ mit den markanten drei Achteln auf G, denen in derselben Dynamik (Fortissimo) ein langgezogenes Es folgt. Durch Beethovens im Frühjahr 1808 fertiggestelltes Werk wurde die Notenfolge dieser vier Noten so berühmt, dass sie in Paraphrasen häufig adaptiert wurde (neben Ekseption auch das Intro bei Roll Over Beethoven vom Electric Light Orchestra, Januar 1973) oder als Grundlage beim Nummer-eins-Hit A Fifth of Beethoven von Walter Murphy (Mai 1976) dient. 
Der am 3. Dezember 1942 uraufgeführte Säbeltanz von Aram Chatschaturjan im Presto kam in einer ebenso temporeichen Instrumentalfassung am 22. November 1968 als Sabre Dance mit der Bluesrockgruppe Love Sculpture (Leadgitarre: Dave Edmunds) auf den Markt (auf 4:50 Minuten ausgedehnt), Ekseption brachte im März 1969 ihre Version mit einem Wechselspiel von Piano, Orgel und Bläsern heraus.

## Textliche Paraphrasen
Im Bereich geistlicher Musik wird der Begriff für die textliche Umarbeitung von Psalmen und anderer Bibelabschnitte verwendet. So sind die Kirchenlieder des 16. und 17. Jahrhunderts häufig Paraphrasen biblischer oder altkirchlicher Texte. So zum Beispiel Muss nicht der Mensch von Nicolaus Bruhns, das eine Paraphrase von Hiob 7,1  ist. Diese Umarbeitungen können wiederum zur Grundlage neuer Paraphrasen werden, wie zum Beispiel Rezitative und Arien Johann Sebastian Bachs, die ihrerseits auf Liedern von Martin Luther beruhen. Ein Beispiel hierfür ist die Kantate Aus tiefer Not BWV 38, die auf dem Lutherlied Aus tiefer Not schrei ich zu dir (Evangelisches Gesangbuch 299) beruht, das seinerseits auf Psalm 130  aufbaut.